# Пширув (гмина)
Пширув (пол. Przyrów) — сельская гмина (волость) в Польше, входит как административная единица в Ченстоховский повет, Силезское воеводство. Население — 4161 человек (на 2004 год).

## Демография
| Перепись                       | Всего   | Всего | Женщины | Женщины | Мужчины | Мужчины |
| ------------------------------ | ------- | ----- | ------- | ------- | ------- | ------- |
| Единицы                        | человек | %     | человек | %       | человек | %       |
| Население                      | 4161    | 100   | 2098    | 50,4    | 2063    | 49,6    |
| Плотность населения (чел./км²) | 51,7    | 51,7  | 26,1    | 26,1    | 25,6    | 25,6    |

## Поселения
1. Александрувка
2. Болеславув
3. Юлианка
4. Кнея
5. Копанины
6. Смыкув
7. Станиславув
8. Старополе
9. Сыгонтка
10. Верцица
11. Воля-Мокшеска
12. Залесице
13. Зарембице

## Соседние гмины
1. Гмина Домброва-Зелёна
2. Гмина Янув
3. Гмина Конецполь
4. Гмина Лелюв
5. Гмина Мстув